# Villiers-le-Sec (Górna Marna)
Villiers-le-Sec – miejscowość i gmina we Francji, w regionie Grand Est, w departamencie Górna Marna.
Według danych na rok 1990 gminę zamieszkiwały 573 osoby, a gęstość zaludnienia wynosiła 36 osób/km².